# 森野樹
森野 樹（もりの いつき）は日本の小説家、ライトノベル作家。2011年3月、『レッドアローズ』（講談社BOX）で単行本デビューした。

## 略歴
単行本デビュー作の『レッドアローズ』は、第5回講談社BOX新人賞“Powers”のPowers受賞作。受賞以前の2009年4月、講談社BOXの文芸誌『パンドラ』の「下剋上ボックス」コーナーに短編「よちよち中吉、二十歳待ち」が掲載されている。

## 作品リスト
単行本
- レッドアローズ （講談社BOX、2011年3月、ISBN 978-4-06-283770-5） - イラスト：ヤスダスズヒト
- 転転転校生生生 （講談社BOX、2011年7月、ISBN 978-4-06-283778-1） - イラスト：ぷちでびる
  - 講談社BOXのアンソロジー『Powers Selection［新走］』（2011年5月）に掲載された同題の作品の加筆単行本化

短編
- よちよち中吉、二十歳待ち （『パンドラ』Vol.3、講談社、2009年4月）

ショートショート連載
- 非現実さん （電子雑誌『BOX-AiR』零号（2011年2月）より23号（2013年2月）まで連載 / 13号と20号は休載、全22回掲載）